# Ikun-Mari
Ikun-Mari (fl. XXIV secolo a.C.) è stato un re (forse il sesto Lugal) della seconda dinastia della città di Mari, importante snodo commerciale fra la Mesopotamia e l'Asia minore.
Il suo nome è registrato su una giara di pietra dedicata a sua moglie "Alma". Lo stile della scrittura cuneiforme sul vaso suggerisce una data successiva al regno del re mariota Ikun-Shamash, ma prima del regno del re Isqi-Mari.
La regina Alma è menzionata in testi eblaiti che menzionano anche il re mariote Nizi e i principi (in seguito re) Enna-Dagan e Hidar, collocando il regno di Ikun-Mari in un periodo precedente a quello di questi re.